# Plant Ecology
Plant Ecology é uma revista científica, anteriormente denominada Vegetatio. A revista publica artigos científicos originais sobre a ecologia das plantas vasculares e dos ecossistemas terrestres e aquáticos. O editor é Neal J. Enright (Murdoch University).

## Resumos e indexação
A revista tem resumos e é indexada em Academic OneFile, AGRICOLA, ASFA, Biological Abstracts, BIOSIS Previews, CAB Abstracts, CAB International, ProQuest, Current Contents/Agriculture, Biology & Environmental Sciences, Geobase, Global Health, Science Citation Index, Scopus e em Serials Solutions. De cordo com o Journal Citation Reports, o factor de impacto da revista em 2011 foi de 1.829.